# 西森将司 (競馬)
西森 将司（にしもり しょうじ、1987年12月10日 - ）は、地方競馬の高知競馬場別府真司厩舎所属の騎手である。勝負服の柄は胴青・紫鋸歯型、袖白。高知県出身、身長164センチメートル。地方競馬教養センター騎手課程第87期生。

## 来歴
2009年3月31日付けで地方競馬騎手免許を取得。同年4月10日第1回高知競馬3日目第4競走D4条件戦4番人気バンブーロベカルで初騎乗（7頭立て5着）。同年4月26日第2回高知競馬2日目第7競走E4条件戦をホウキボシで優勝（9頭立て1番人気）し、18戦目で初勝利。
2010年1月12日第24回全日本新人王争覇戦出場（10人中5位）。
2014年6月15日地方通算100勝を達成。
2015年12月31日高知・高知県知事賞をブランクヴァースで勝ち、重賞初制覇。

## 主な騎乗馬
- ブランクヴァース（2015年高知県知事賞）